# 원정희
원정희(元井喜, 1954년 2월 10일~)는 대한민국의 정치인이다. 제10·11대 부산광역시 금정구청장이다. 경상남도 거제시 출생이다.

## 학력
- 창신대학 세무회계정복과 2년 졸업
- 동의대학교 회계학과 학사 졸업

### 비학위 수료
- 동의대학교 대학원 경영학 석사 졸업
- 동의대학교 대학원 경영학 박사 수료

## 경력
- 동현초등학교 육성회 수석 부회장
- 금정청년회의소 총무이사·감사
- 금정청년회의소 특우회원
- 금정구 청년연합회 초대 상임부회장
- 금정구 청년연합회 운영협의위원장
- 금정구 청년연합회 운영협의위원
- 금정구 축구연합회 자문위원
- 대성체육관 명예관장
- 한마음등불회 회원
- 금정구 장애인협회 자문위원
- 부산시 체육지도자협의회 자문위원
- 경호고등학교 지도육성위원
- 한나라당 부산시당 금정구 지구당 부위원장
- 한나라당 부산시당 금정구 지구당 사무국장
- 2002.07~2006.06 제4대 부산광역시의회 의원
- 제4대 부산광역시의회 건설교통위원회 간사
- 제4대 부산광역시의회 예산결산위원회 위원장
- (사)실천경제경영연구회 감사
- 부산시고지대 주거환경개선자문위원
- 금정농협운영평가 자문위원
- 부곡동 청소년선도위원회 위원장
- 부곡초등학교 운영위원장
- 양지학원 이사장
- 한나라당 부산시당 금정구 지구당 직능·민원·청년·조직부장
- 부산광역시 물가대책위원회 위원
- 금정청년회의소 OB, YB 감사
- 한나라당 부산시당 부위원장
- 한나라당 부산시당 운영위원
- 2007 부산광역시 의정회 사무총장
- 대한민국 의정회 실행위원회 부위원장
- 제17대 대통령 선거 박근혜 후보 부산광역시 경선대책위 국민참여본부장
- 포럼부산비전 자문위원
- 생활체육 금정구 협의회 부회장
- 2009 부산가톨릭대학교 경영학부 겸임 교수
- 2010.07~2014.06 제10대 부산광역시 금정구청장
- 새누리당 금정구 당원협의회 수석 부위원장
- 대한경영학회 이사
- 국제라이온스협회 부산지구 충의라이온스 회원
- 민주평화통일자문회의 금정구 협의회 대행기관장
- 한국자유총연맹 부산 금정구지회 고문
- 금정구 체육회 회장
- 2014.07~2018.06 제11대 부산광역시 금정구청장

### 당적
- 2006.04.06 한나라당 탈당
- 2009.02.02 한나라당 복당
- 2016.12.27 새누리당 탈당
- 2017.01.24 바른정당 입당
- 2018.01.09 바른정당 탈당·자유한국당 복당

## 수상
- 2015.07 제4회 인구의 날 보건복지부 장관 기관 표창

## 역대 선거 결과
|  | 71.76% |

|  | 33.52% |

|  | 52.51% |

|  | 73.00% |

|  | 45.50% |

| 전임 고봉복 | 제10·11대 부산광역시 금정구청장(민선) 2010년 7월 1일~2018년 6월 30일 | 후임 정미영 |